# Jeorjos Kutrumbis
Jeorjos (Jorgos) Kutrumbis (gr. Γεώργιος (Γιώργος) Κουτρουμπής; ur. 10 lutego 1991 roku w Atenach, Grecja) – grecki piłkarz, grający na pozycji środkowego obrońcy.

## Kariera piłkarska

### Kariera klubowa
Rozpoczął karierę piłkarską w klubie juniorów GS Kallithea. 1 stycznia 2008 roku podpisał kontrakt w seniorskim zespołem tej drużyny, która występowała wówczas w drugiej lidze. Sezon 2007/2008 zakończył z tym zespołem na 6. pozycji. W kolejnym sezonie jego drużyna zajęła 17. miejsce, które oznaczało spadek. W sezonie 2009/2010, już w trzeciej lidze, jego zespół uplasował się na 1. pozycji, dzięki czemu po roku przerwy powrócili do drugiej ligi. W sezonie 2010/2011 zajął z ekipą 13. miejsce – ostatnie bezpieczne, które oznaczało utrzymanie się w lidze. W kolejnym sezonie jego drużyna uplasowała się na 3. miejscu. Dzięki temu wystąpiła w barażach o awans do Superleague, w których rywalizowały zespoły z miejsce 3–6, a awans uzyskiwał tylko pierwszy zespół. GS Kallithea zmagania w barażach zakończyła na 2. pozycji – do pierwszego zespołu Platania Chanion zabrakło jednego punktu. Po tym sezonie, 8 sierpnia 2012 roku przeszedł za kwotę 31 tysięcy € do klubu AEK Ateny, występującym wówczas w Superleague. W sezonie 2012/2013 uplasował się z tym zespołem na, przedostatniej, 15. pozycji, która oznaczała spadek. W dodatku spółka zarządzająca klubem AEK Ateny została postawiona w stan likwidacji w związku z olbrzymimi długami, przez co od nowego sezonu klub startował z trzeciego poziomu rozgrywkowego. W tej sytuacji Jeorjos Kutrumbis 1 lipca 2013 roku na zasadzie wolnego transferu przeszedł do lokalnego rywala – Panathinaikosu AO. W sezonie 2013/2014 zajął z nowym klubem 4. miejsce, które dawało szansę gry w barażach o miejsce w eliminacjach do Ligi Mistrzów. W barażach jego drużyna zajęła 1. pozycji, dzięki czemu mogła zagrać w tych eliminacjach. Mecze III rundy kwalifikacyjnej do Ligi Mistrzów odbyły się 30 lipca i 5 sierpnia 2014 roku. Jeorjos Kutrumbis w obu meczach ze Standardem Liège zagrał po 90 minut. Jednak jego drużyna przegrała w dwumeczu 1–2 (0–0 na wyjeździe i 1–2 u siebie).

### Kariera reprezentacyjna
Jeorjos Kutrumbis wystąpił w młodzieżowej reprezentacji Grecji w trzech spotkaniach.